# Maurice Chevit
Maurice Chevit (31. oktober 1923 – 2. juli 2012) var en fransk skuespiller.
Maurice Chevit fik sin debut teatret lige efter Anden Verdenskrig, og fik sin debut på tv i 1946 i René Clément's film Le Père tranquille. I august 1950, præsentrede Theatre de la Huchette in Paris, Pepita ou Cinq cents francs de bonheur, et teaterstykke som han havde skrevet sammen med Henri Fontenille; Chevit optrådte i stykket, sammen med Jacqueline Maillan, Pierre Mondy og Jacques Jouanneau. Han blev set i mange små filmroller i 1950'erne og 1960'erne, hvor han arbejdede sammen med producenter såsom Henri Decoin og André Cayatte. Han var dog bedst kendt for sit teaterskuespil.

## Filmgrafi
- Mr. Orchid (1946 – debut)
- Les Hussards (1955)
- The Sleeping Car Murders (1965)
- Molière (1978): Skolens præst
- Le Coup de sirocco (1979): General Bauvergne
- Les Bronzés font du ski (1979): Marius
- The Hairdresser's Husband (1990): Ambroise Dupré dit Isidore Agopian
- XXL (1997): David Stern
- Le Cou de la girafe (2004): Maurice